# The Love in Your Eyes
"The Love in Your Eyes" é uma canção de rock do cantor norte-americano Eddie Money, do seu álbum Nothing to Lose em 1988. Foi lançada como um single e foi o primeiro single no Mainstream Rock Tracks.